# Казалич, Антон Пашко
Антон Паско Казалич (Казали) (хорв. Kazalić Pasko Antun; 29 апреля 1815, Дубровник Австрийская империя — 10 января 1894, Дубровник, Австро-Венгрия) — далматинский поэт, прозаик и переводчик.

## Биография
Учился в Дубровнике, затем изучал философию и теологию в Задаре. Был рукоположён, служил приходским священником в Ошле близ Стона и капелланом в Шипане. Будучи священником, часто вступал в конфликт с церковными властями. Начиная с 1855 года свой самый плодотворный творческий период в провёл Задаре.
В 1855—1861 гг. учительствовал в Задарской гимназии, преподавал латынь, греческий и хорватский языки, в 1862 году стал учителем гимназии в г. Риека. Последние десять лет жизни были провёл в Дубровнике.
Владел 11 языками.

## Творчество
Автор поэтических поэм «Zlatka» (1856) и «Trista vicah udovicah» (1857), «О grobničkom polju» (1863). Переводил Гомера (первая песнь «Илиады»), Шекспира, Мильтона (часть «Потерянного рая»), Байрона, Шиллера («Don Karlos»).
Особую ценность творческой работы Казалича, признанной в Хорватии, составляет его вклад в национальную поморскую терминологию.